# カースト

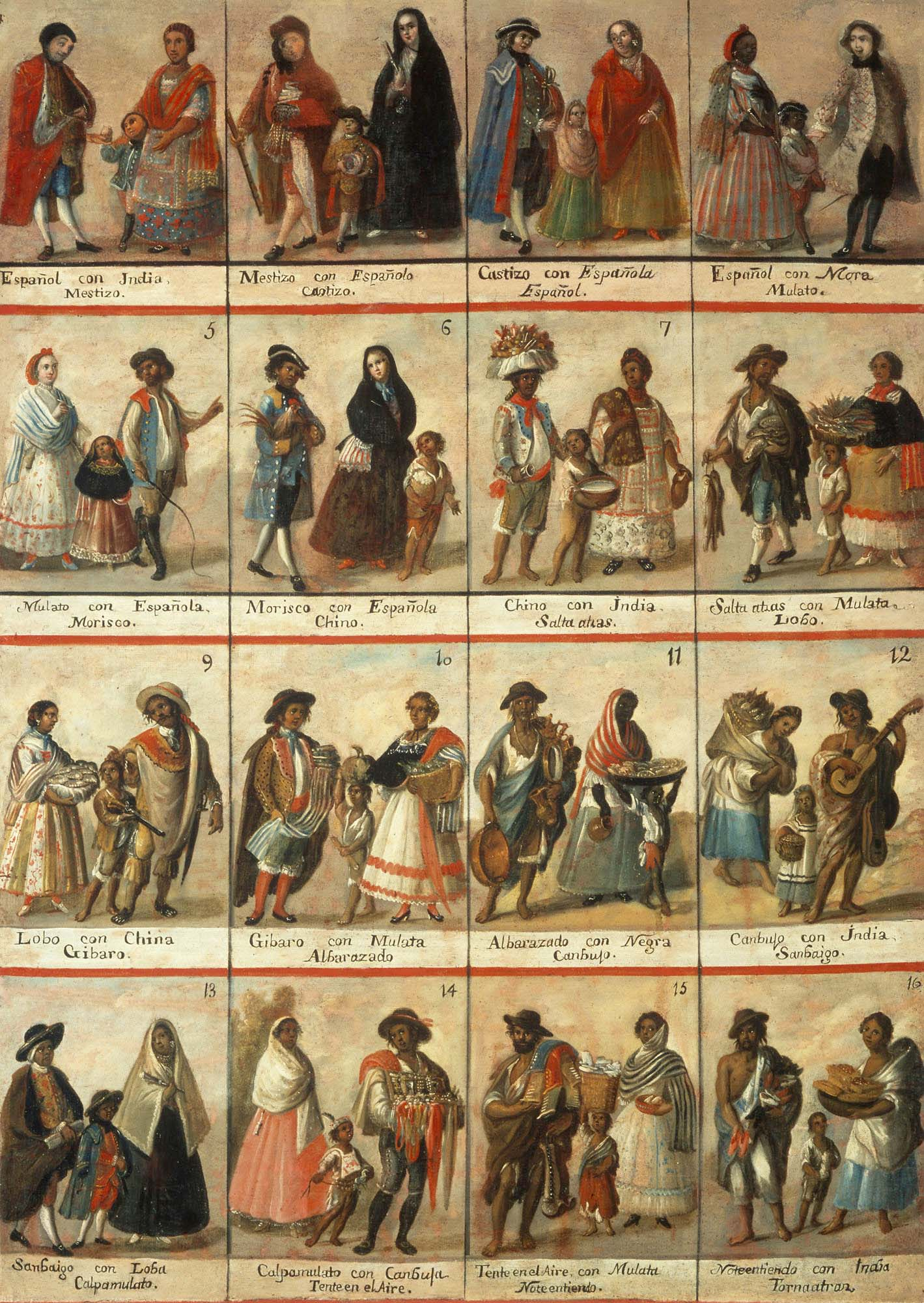
スペイン植民地におけるカーストを描いた図。この語がインドのヴァルナとジャーティにも使われるようになった

カースト(英語: Caste）とは、ヒンドゥー教における身分制度・ヒエラルキー（ヴァルナとジャーティ、ヴァルナ・ジャーティ制）を指すポルトガル語・英語だが、インドでは、現在も「カースト」でなく「ヴァルナとジャーティ」と呼ぶ。本来はヒンドゥーの教えに基づく区分であるが、インドではヒンドゥー以外の宗教でも、カーストの意識を持つ者がいる。
紀元前13世紀頃に、インド亜大陸の他地区住民を征服したインド北西部のアーリア人諸部族に根付く原始信仰による神権政治の元、バラモン（祭司）・クシャトリヤ（武士）・ヴァイシャ（平民）・シュードラ（隷属民）の4つの身分の括りが取り決められヴァルナとして定着した。時代が下るにつれ、さらに世襲の職業に基づく現実の内婚集団であるジャーティへと細分化され、親の身分が子へと引き継がれる封建貴族制と宗教が一体化した。今生の者は、前世の業の報いによりその身分のもとに生まれ、生涯役目を全うすることによって来世の福が保証されるという、徹底した宿命観を篤く信仰している。

## 法的規定
インドでは、1950年に制定されたインド憲法の17条により、不可触民を意味する差別用語は禁止、カースト全体についてもカーストによる差別の禁止も明記している。またインド憲法第341条により、大統領令で州もしくはその一部ごとに指定された諸カースト（不可触民）の総称として、公式にスケジュールド・カースト（指定カースト）と呼ぶ。留保制度により、公共機関や施設が一定割合（平均15 - 18%）で優先的雇用機会を与えられ、学校入学や奨学金制度にも適用される。制度改善に取り組むものの、現在でもカーストはヒンドゥー社会に深く根付いている。
なお、インドの憲法が禁止しているのは、あくまでカーストを理由にした「差別行為」であり、カーストそのものは禁止対象ではない。このため、現在でもカーストは制度として、人々の間で受け継がれている。

## 「カースト」名称の形成

### 語源
カーストという単語はもとポルトガル語で「血統」を表す語「カスタ」(casta) である。ラテン語の「カストゥス」(castus)（純粋なもの、混ざってはならないもの。転じて純血）に起源を持つ。

### 植民地主義における呼称

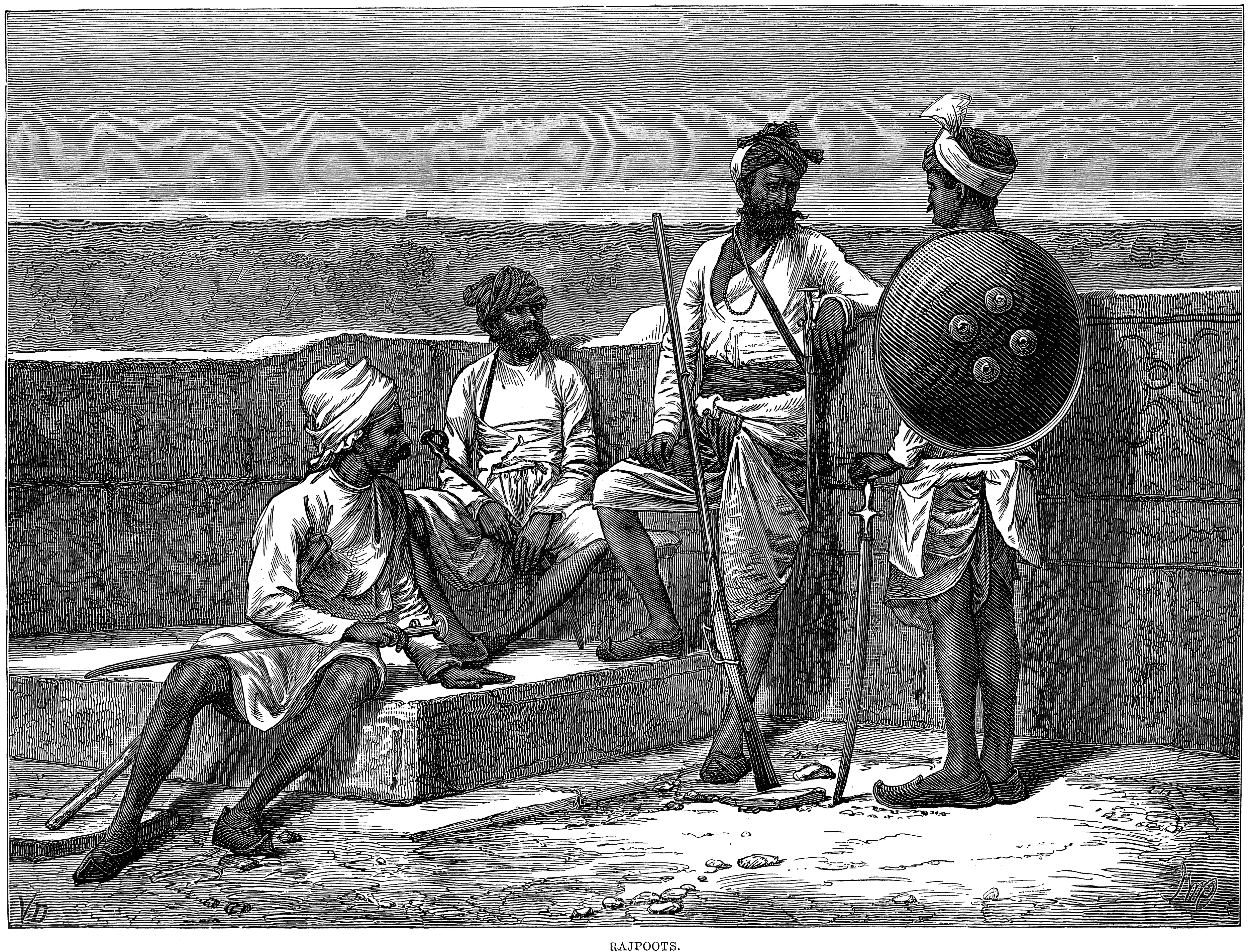
第2階級クシャトリヤの子孫であるラージプート戦士集団（1876年）

15世紀にポルトガル人がインド現地の身分制度であるヴァルナとジャーティを同一視して「カースト」と呼んだ。そのため、「カースト」は歴史的に脈々と存在したというよりも、植民地時代後期の特に20世紀において「構築」または「捏造されたもの」ともいわれる。インドの植民地化については「イギリス領インド帝国」を参照。
植民地の支配層のイギリス人は、インド土着の制度が悪しき野蛮な慣習であるとあげつらうことで、文明化による植民地支配を正当化しようとした。ベテイユは「インド社会が確たる階層社会だという議論は、帝国支配の絶頂期に確立された」と指摘している。インド伝統の制度であるヴァルナとジャーティの制度体系は流動的でもあり、固定的な不平等や構造というより、運用原則とでもいうべきもので、伝統制度にはたとえば異議申し立ての余地なども残されていた。ダークス、インデン、オハンロンらによれば「カースト制度」はむしろイギリス人の植民地支配の欲望によって創造されてきたものと主張している。またこのような植民地主義によって、カーストは「人種」「人種差別」とも混同されていったといわれる。
ホカートは、カーストと認定された「ジャーティ」は、実際には非常に弾力的で、あらゆる類の共通の出自を指し示しうるものと指摘している。
カーストに対応するインド在来の概念としては、ヴァルナとジャーティがある。外来の概念であるカーストがインド社会の枠組みのなかに取り込まれたとき、家系、血統、親族組織、職能集団、商家の同族集団、同業者の集団、隣保組織、友愛的なサークル、宗教集団、宗派組織、派閥など、さまざまな意味内容の範疇が取り込まれ、概念の膨張がみられた。
ヴァルナ・ジャーティ制
日本国内において、カースト制を、インド在来の用語であるヴァルナ・ジャーティ制という名称で置き換えようという提案もあるが、藤井毅は、ヴァルナがジャーティを包摂するという見方に反対しており、近現代のインドにおいて、カーストおよびカースト制が既にそれ自体としての意味を持ってしまった以上、これを容易に他の語に置換すべきでないとしている。

## インドにおけるカースト：ヴァルナ

### ヒンドゥー社会の原理

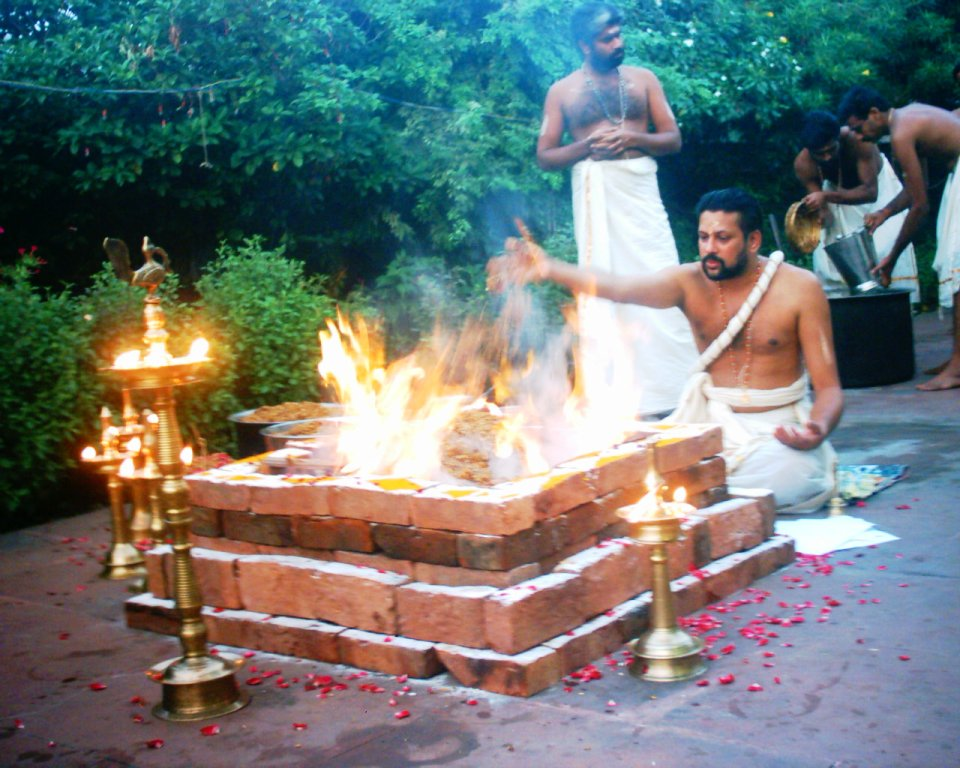
ヒンドゥー教の儀式であるヤジナ。炎の中に供物が投げ入れられている（南インド）

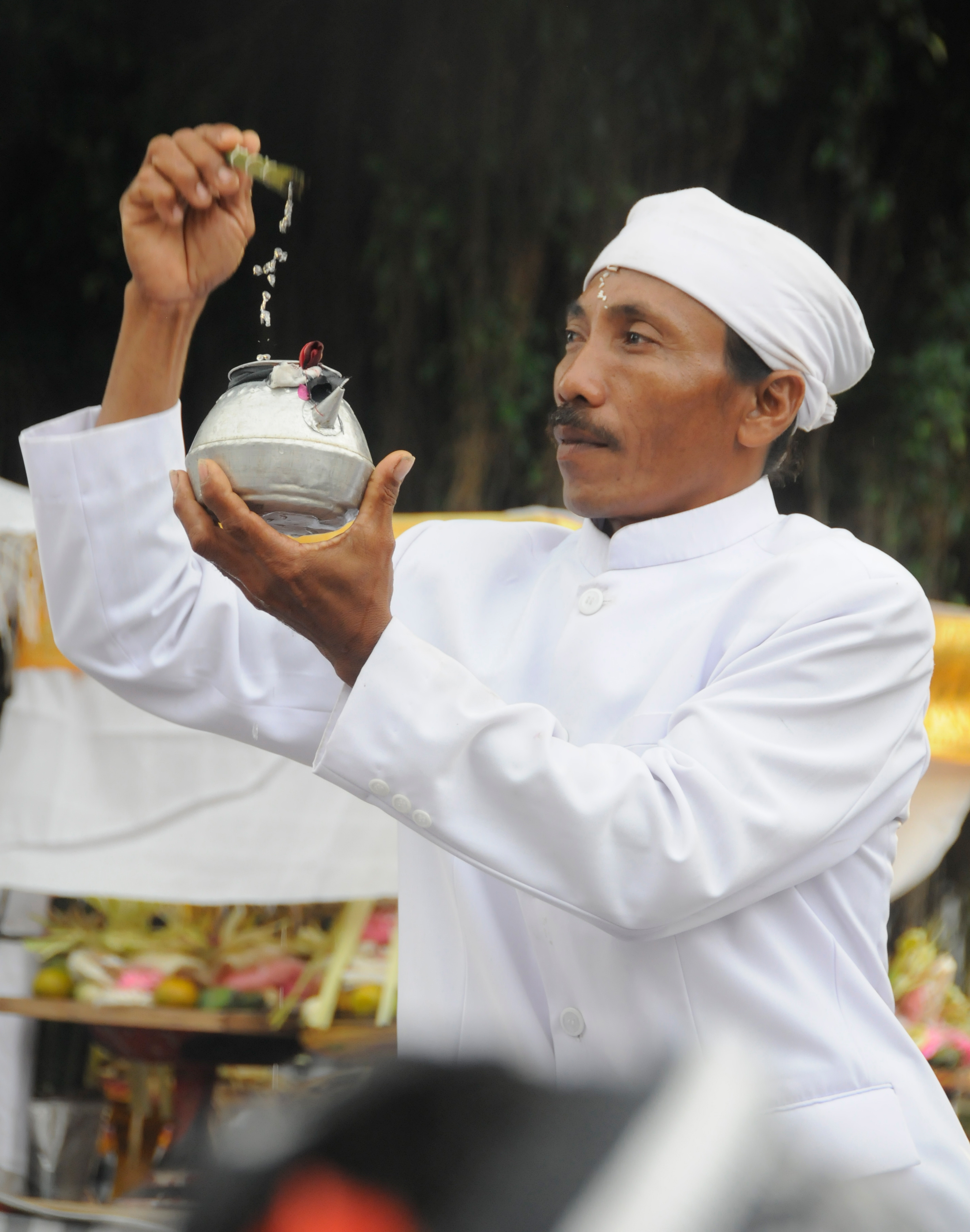
バラモン（インドネシア、バリ島）

カーストは一般に基本的な分類（ヴァルナ - varṇa）が4つあるが、その中には非常に細かい定義があり、結果として非常に多くのジャーティその他のカーストが存在している。カーストは身分や職業を規定する。カーストは親から受け継がれるだけであり、誕生後にカーストの変更はできない。ただし、現在の人生の結果によっては次の生で高いカーストに上がれる。現在のカーストは過去生の結果であるから、受け入れて人生のテーマを生きるべきだとされる。カーストとは、ヒンドゥー教の根本的世界観である輪廻転生（サンサーラ）観によって基盤を強化されている社会原理といえる。
一方、アーリア文化の登場以前の先住民の信仰文化も残存しており、ヒンドゥーカーストは必ずしも究極の自己規定でも、また唯一の行動基準であったわけでもないという指摘もある。
ヴァルナの枠組み
ブラフミン（サンスクリットでブラーフマナ、音写して婆羅門〔バラモン〕）
神聖な職に就けたり、儀式を行える。ブラフマンと同様の力を持つと言われる。「司祭」とも翻訳される。
クシャトリヤ
王や貴族など武力や政治力を持つ。「王族」「戦士」とも翻訳される。
ヴァイシャ
製造業などに就ける。「市民」とも翻訳される。
シュードラ（スードラ）
古代では、一般的に人が忌避する職業にしか就けなかったが、時代の変遷とともに中世頃には、ヴァイシャおよびシュードラの両ヴァルナと職業の関係に変化が生じ、ヴァイシャは売買を、シュードラは農牧業や手工業など生産に従事する広汎な「大衆」を指すようになった。「労働者」とも翻訳される。
ヴァルナを持たない人びと
ヴァルナに属さない人びと（アウト・カースト）もおり、アチュートという。「不可触民（アンタッチャブル）」とも翻訳される。不可触賎民は「指定カースト」ともいわれる。1億人もの人々がアチュートとして、インド国内に暮らしている。彼ら自身は、自分たちのことを「ダリット」 (Dalit) と呼ぶ。ダリットとは壊された民 (Broken People) という意味で、近年ではダリットの人権を求める動きが顕著となっている。

## 歴史

### 発祥
アーリア人がカースト制度のヴァルナ (種姓)を作った理由は既にかなり研究されている。制度発足時は支配部族である「純血アーリア部族」「混血アーリア部族」「被征服住民」程度の分類であったとされ、「混血アーリア」を混血度によって1 - 2階層程度に分けたため、全体で3 - 4の階層を設定した。その後アーリア人はこの政策を宗教に組み入れ、ヴァルナに制度として確立させた。海外の著名な社会学者、人類学者や歴史家はカーストの人種起源を否定している。

### 他宗教とのかかわり
仏教
紀元前5世紀の仏教の開祖であるゴータマ・シッダッタ(釈迦)は、カースト制度に強く反対して一時的に勢力をもつことができたが、5世紀以後に勢力を失っていったため、カースト制度がさらにヒンドゥー教の教義として大きな力をつけていき、イスラム教の勃興などから13世紀にはインドから仏教がほぼ姿を消し、カースト制度は社会的に強い意味を持つようになった。
インドの仏教は、衰退していく過程でヒンドゥー教の一部として取り込まれた。仏教の開祖の釈迦はヴィシュヌ神の生まれ変わりの一人であるとされ、彼は「人々を混乱させるためにやってきた」ことになっている。その衰退の過程で、仏教徒はヒンドゥー教の最下位のカーストに取り込まれていったと言われる。それは、彼らがヒンドゥーの庇護の下に生活をすることを避けられなかったためである。
インド独立後の1956年より、インド仏教復興運動によって50万人の不可触民らが仏教へと改宗し、仏教徒はインドにおいて一定の社会的勢力として復活している。
キリスト教
イエズス会がインドでキリスト教を布教した際は、方便としてカーストを取り込んだ。宣教師らは、それぞれの布教対象者をカースト毎で分け合い、上位カーストに対する布教担当者はイエズス会内部でも上位者、下位カーストに対する布教担当者は下位者とみせかける演技を行った。
イスラム教
ムガル帝国におけるイスラム教の経済力と政治力や武力による発展のなかで、ヒンドゥー教からの改宗者が多かったのは、下位のカーストから抜け出し、自由になるのが目的でもあった。

### 大英帝国の植民地支配時代
大英帝国の植民地以前のインドは、伝統の制度であるヴァルナとジャーティの制度体系は流動的でもあり、固定的な不平等や構造というより、運用原則とでもいうべきもので、伝統制度にはたとえば異議申し立ての余地なども残されていたが、イギリスは植民地支配によって、インド社会のカースト固定を行った。イギリス領インド帝国の権力はヴァルナの序列の調停役を果たしたのであり、国勢調査報告者や地誌はジャーティの序列にしばしば言及し、また、司法は序列の証明となる慣行を登録して、随時、裁可を与えていた。このように、序列化を広く社会的に押し広げたのは国策としての植民地支配政策である。イギリス人の近代化とともにカースト制批判が強まって、1919年のインド統治法では不可触民にも議席が与えられた。イギリス人は支配階級に君臨するにあたって、欧米諸国の外国人を上級カースト出身者と同等に扱う慣習を義務付けた。これは後のインド独立時に、カーストによる差別を憲法で禁止する大きな要因となった。
カースト差別撤廃運動
19世紀後半から20世紀初頭にかけて、アーリヤ・サマージやブラフモ・サマージなど、カースト差別撤廃を謳うヒンドゥー教改革運動が生まれた。
アーリア人に征服されたドラヴィダ民族というアイデンティティーから「非バラモン運動」が正義党（南インド自由党）などによって展開した。1925年には非バラモン運動には限界があるとしてラーマスワーミ・ナーイッカルが先住民族であるドラヴィダ民族は自尊すべきであるという自尊運動をはじめ、カースト制を否定した。

## 現代の状況
都市部では、カーストの意識も曖昧になってきており、ヒンドゥー教徒ながらも自分の属するカーストを知らない人すらもいるが、農村部ではカーストの意識が根強く残り、その意識は北インドよりも南インドで強い。アチュートの人々にヒンドゥー教から抜け出したり、他の宗教に改宗を勧めたりする人々や運動もある。

### 職業とカースト

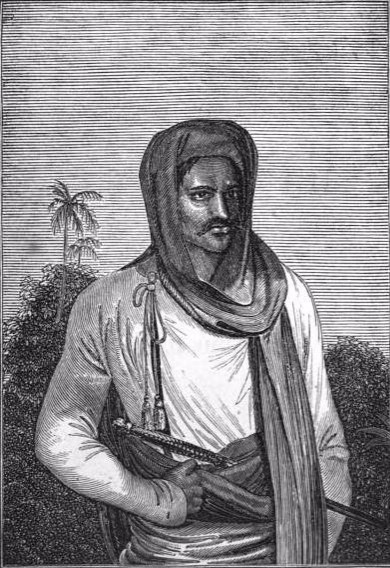
武人階級クシャトリアの肖像画
（1835年）

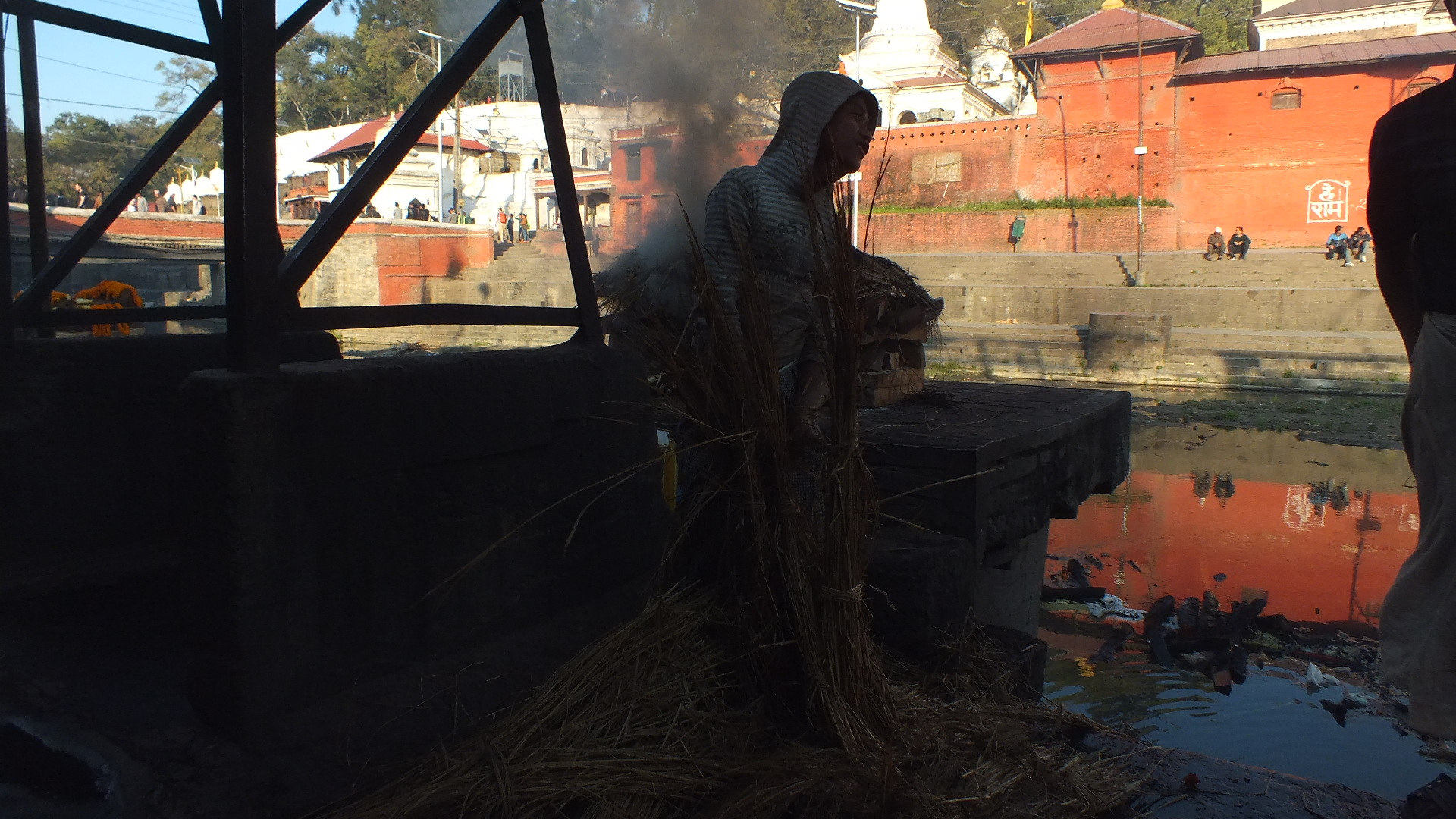
火葬場で働くアンタッチャブルの少年（2015年、ネパール・パシュパティナートにて）

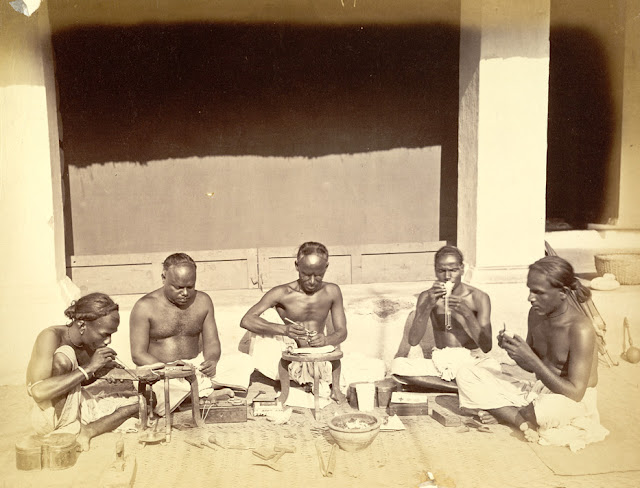
庶民階級ヴァイシャ（1873年）

農業は全てのジャーティに開かれており、したがって、様々なジャーティが様々な形で農業に参加する。種や会社では「カースト」関連の詳細を書類上、欄でさえなくなっていて、法律上も禁止されている。また1970年代以降の都市化、近代化、産業化の急速な進展は職業選択の自由の拡大をもたらし、近代的な工場は様々なジャーティによって担われる。　ここでは世襲的職業の継承というジャーティの機能の一つは、すでに成り立たなくなってきている。
カーストや指定部族を対象とした留保制度・「リザベーション・システム」は、インド憲法にも明確に規定され、インドの行政機関が指定したカーストと指定部族を対象として、教育機関への入学の優先枠が設けられている。国営企業職員の優先就職枠、議会の議席、公務員と、1950年では20%だったものが、93年には49.5%にまで引き上げられた。優遇の対象外の人は、これは逆差別だと反対している。
インド陸軍は、兵士をカーストや信仰する宗教、出身地域別に27以上の連隊として編成している。これは、それぞれの社会集団で団結させ、連隊間の競争意識を高める目的がある。 
一方、民間ではタタ財閥やリライアンス財閥等が、インド・ダリット商工会議所 (DICCI) を支援している。

#### 近代産業における新たな差別問題
近代工業における職業選択の自由権は、特に情報技術（IT）産業においてめざましい。電気とパソコンさえあれば誰でもチャンスを得られるため、カーストを問わず門戸を開いている。1970年代には既にアメリカ・シリコンバレーにてインド人ソフトウェア技術者が活躍し、1980年代にはインド本土においてもアメリカ企業の下請け業を安価で引き受け始め、1990年代初頭には、インドが自由主義経済を解放したことにより、それは著しく飛躍を遂げた。
しかし、アメリカにて活躍するインド人IT技術者の間においては、現地にて従事するインド人労働者のおよそ3人に2人がカースト差別を受けていることが2018年、アメリカを拠点とするダリット組織「エクティラボ」の調査にて判明されている。また2020年には、ネットワーク機器大手シスコシステムズにて、上位カースト出身者2名の上司により下位カースト出身のエンジニアが昇進を阻まれたとの訴訟問題へと発展している。これを受けて大手テクノロジー企業Appleは、業界に先んじてカースト差別禁止を就業規則に明示した。またアメリカでは、教育機関においてもカリフォルニア州立大学イーストベイにてカースト差別が問題視されたことにより、同大学およびハーバード大学等複数教育機関が、カースト差別を禁止とした。さらに2023年3月には、カリフォルニア州においてカーストに基づく差別を禁止とする最初の州にするための法案「SB 403」が提出された。
インド本国においても、2000年代半ばに行われた、ベンガルール市にて従事するソフトウェア技術者へのヒアリング調査によると、調査対象者132人のうち、実に48%がバラモン出身者であり、再生族と呼ばれる上位カーストにあたるバラモン・クシャトリア・ヴァイシャを包括すると、その割合は71%に上ることが判明されている。また対象者の親の学歴は、父親の80%、母親の56%が大卒以上であり、技術者の36%がインド5大都市にあたるデリー、ムンバイ、コルカタ、チェンナイ、ベンガルール出身とされ、29%がマイスールやプネーなど2級地の出身であり、農村出身者はわずか5%であることがわかった。
研究者の指摘では、技術者らが留保制度に強く反発しているという事実からIT産業内部にて出身カーストを問うことを嫌悪する風潮が根強く、正確なデータはほとんど掌握されていない。
しかし、インド人創業者による有名IT企業の多くが、バラモンなどのカースト上位創業者である実情もあり、「IT産業は等しく能力主義で、下剋上ができる」という世間のイメージ通りであるとは言い難い。

### 選挙とカースト
保守的な農村地帯であるパンジャブ州では、国会議員選挙に、大地主と、カースト制度廃止運動家が立候補した場合、大地主が勝ってしまうという。現世で大地主に奉仕すれば、来世では良いカーストに生まれ変われると信じられているからである。このように1950年のインド憲法施行による共和国成立によるカースト全廃後もカーストは生き残っており、それがインド経済発展の妨げになっているという声もインド国内にて聞かれる。

### 児童とカースト
児童労働問題やストリートチルドレン問題は、インドにおいては解決が早急に求められるまでになっている。ダリットの子供は、寺院売春を強制されていると国際連合人権委員会では報告されている。児童労働従事者やストリートチルドレンの大半は、下級カースト出身者が圧倒的に多い一方、児童労働雇用者は上級カースト出身で、教育のある富裕層が大半である、と報告される。
子供を売春や重労働に従事させ逮捕されても、逮捕された雇用者が上級カースト出身者であったがために無罪判決を受けたり、起訴猶予や不起訴といった形で起訴すらもされない、インド国内の刑務所内の受刑者の大半が、下級カースト出身者で占められているという報告もある。1990年代後半、インド政府は児童労働の禁止やストリートチルドレンの保護政策を実行し、2006年10月、児童の家事労働従事が禁止された。

### 結婚とカースト
インド憲法上、異カースト同士の結婚も認められているが、ヒンドゥー教徒の結婚は、同じカーストか、近いカースト内での結婚が好ましいとされ、見合い結婚が多い。逆に、恋愛結婚・異カースト同士の結婚は増えつつあるとはいえ、現在も一部の大都市でしか見ることができない。
ダヘーズなどのヒンドゥー教の慣習も残っている。ダヘーズとは花婿料（嫁の持参金）として、花婿側へ支払われる金銭を指すが、金額が少ない場合、殺害事件に発展することもある。1961年にダヘーズは法律では禁止されているが、風習として残っている。

### 自殺とカースト
元々カーストは親から受け継がれるだけであり、生まれた後にカーストは変えられないがために、現在の人生の結果によって次の生で高いカーストに上がるしかなく、現在のカーストは過去の生の結果であるから、受け入れて人生のテーマを生きる以外に無い、とされる。
だがこれは、現代インド、特に南部にて下級カースト出身者の自殺者数の増加要因になっている。教育のある下級カースト出身者が自殺を選ぶ、というジレンマが発生しているわけだが、信教の自由や教育の充実も側面にあるため、インド人の思想の根幹にカーストを置くことができない、という事実を示唆しているとも言える。
カースト制の影響は、ヒンドゥー教とカーストの結び付きが強いためインドの社会の根幹を形成しているが、現代インドではカーストの否定がインド社会の基礎になっている、というインドのヒンドゥー教徒から見た矛盾も発生している。自殺の問題についてインド政府の対応は、後手に回っているのが実情である。

### 改宗問題
改宗してヒンドゥー教徒になることは可能であり歓迎される。しかし他の宗教から改宗した場合は、最下位カーストのシュードラにしか入ることができない。生まれ変わりがその基本的な考えとして強くあり、努力により次の生で上のカーストに生まれることが勧められる。現在最下位のカーストに属する人々は、何らかの必要性や圧力により、ヒンドゥー教に取り込まれた人々の子孫が多い。
ヒンドゥー教から他宗教へ改宗することによって、カースト制度から解放されることもあり、1981年にミーナークシプラム村で不可触民が、抗議の意味も含めてイスラム教に改宗した。また、ジャイナ教やシク教やゾロアスター教では、現実的な影響力や力により、その社会的地位が決まり、ヒンドゥー制度から解放されているため、カースト上位でない富裕層に支持されている。
しかし近年、イスラムとヒンドゥー・ナショナリズムの勢力争いが激化し、1993年には衝突やテロ事件も起こるようになり、1998年の爆弾テロ事件では56名が死亡した。こうしたことを背景に、タミル・ナードゥ州でカースト制根絶を訴えてきた全インド・アンナー・ドラヴィダ進歩連盟（AIADMK）は2002年、不可触民がキリスト教やイスラム教に改宗することを禁止する強制改宗禁止法を制定した。その後、2006年にドラヴィダ進歩連盟（DMK）が、タミル・ナードゥ州で政権を掌握すると、強制改宗禁止法は廃止された。
また、現代インドにおける仏教の復興は、カースト差別の否定が主な原動力となっている。ヒンドゥー・ナショナリズムの限界が露呈していく一方で、ビームラーオ・ラームジー・アンベードカルの支持勢力が拡大し、アンベードカルが提唱した「ダリット」（被差別者）というアイデンティティが獲得されてもいる。
なおインドでは、ヒンドゥー以外の宗教でも、カーストの意識を持つ者がいるので、ヒンドゥー教徒でない事が、必ずしもカースト否定を意味するわけではない。

## その他の世界のカースト

### ミャンマー

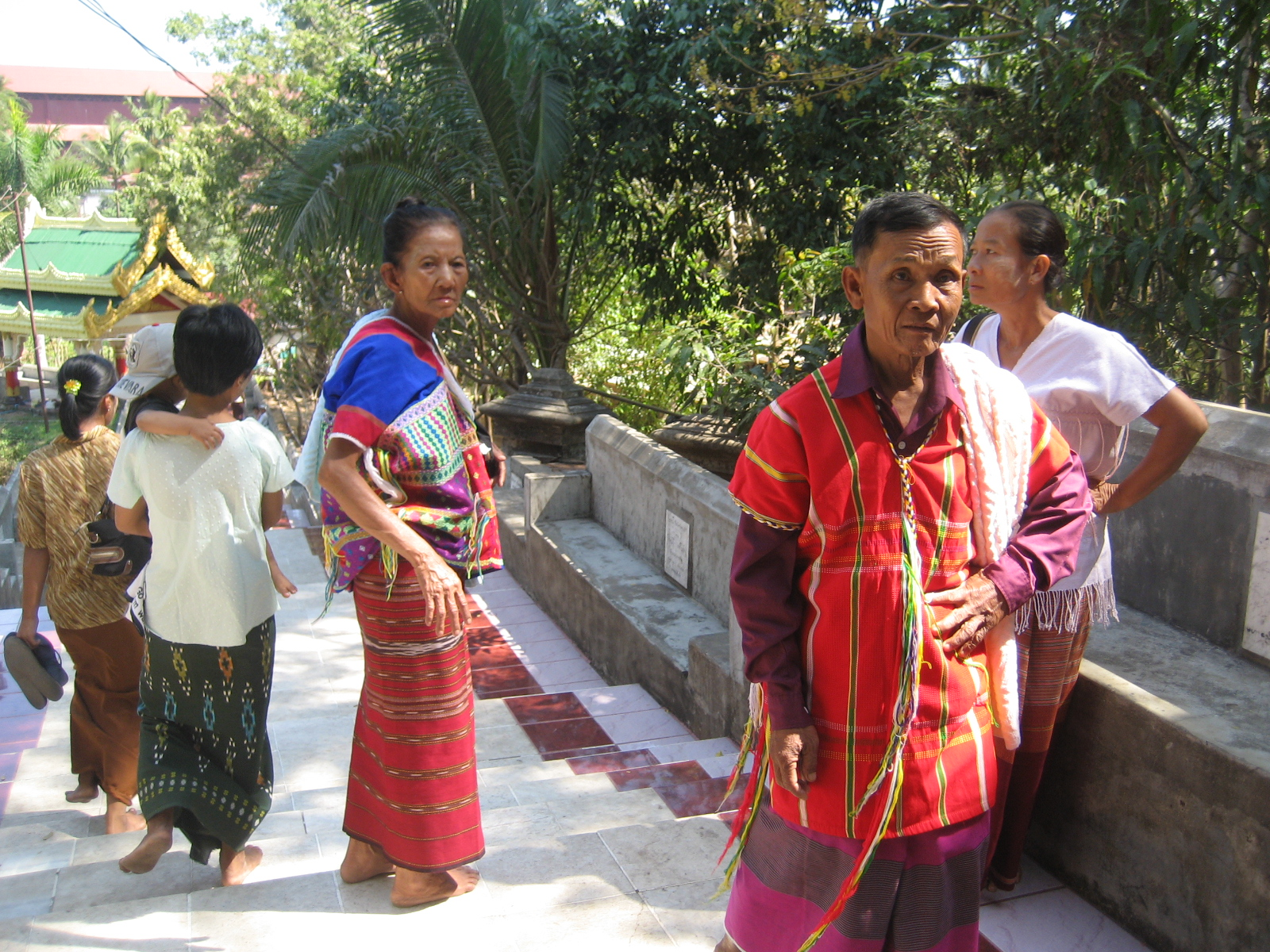
カレン族（ヤンゴン）

ミャンマーに住むカレン族は、タイ王国との国境地帯に居住する民族である。彼らは、キリスト教宣教師やイギリス植民地政府らによって下位カースト人口(low-caste people)や汚れた民(dirty-feeders)として扱われたとしている。

### ネパール

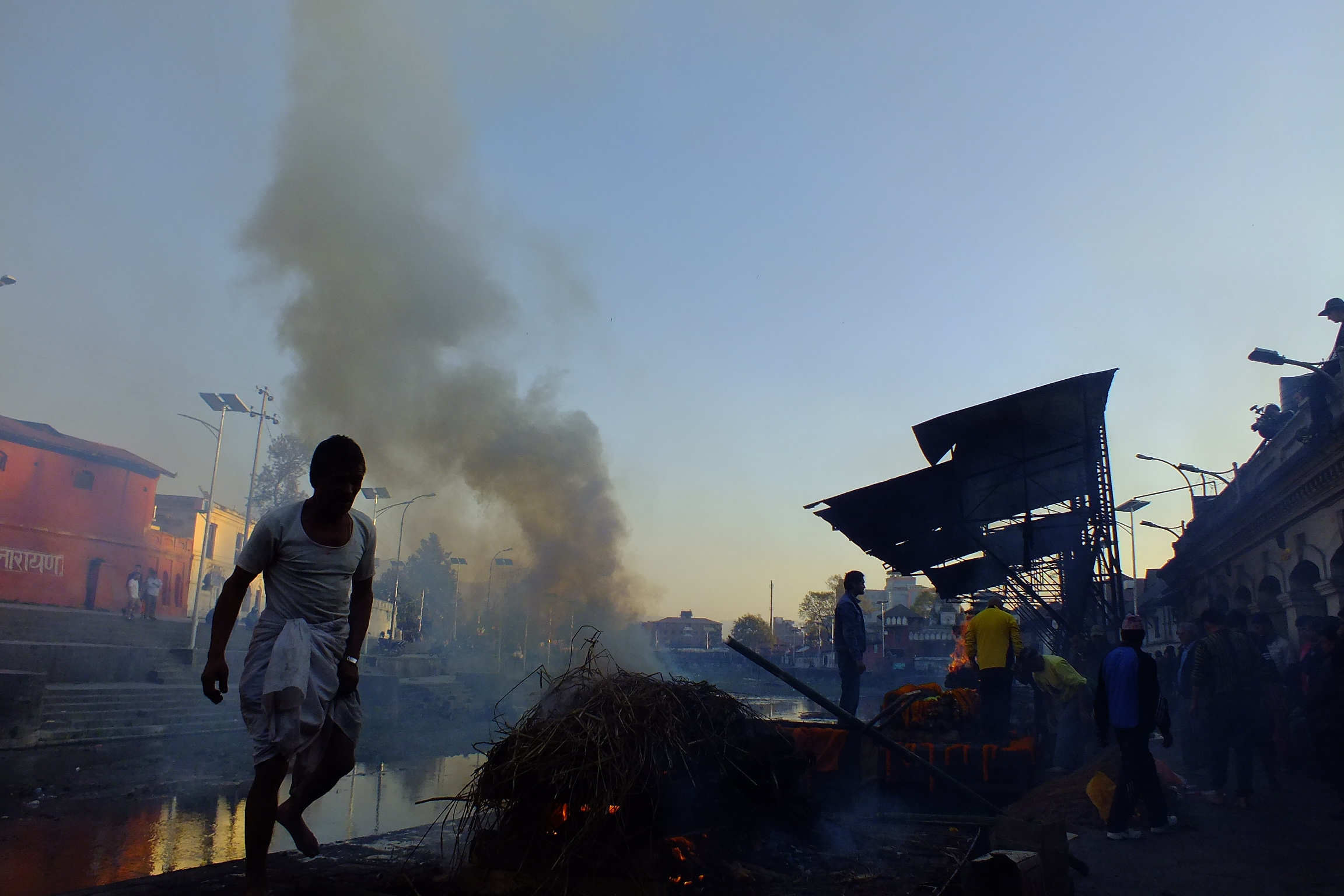
ネパール・パシュパティナート火葬場で働く隠亡の男性（隠亡はカーストではアンタッチャブルに分類される）

ネパールではヒンドゥー教徒が多く、インドと同様、伝統的にカースト制度を有していた。しかし、ネパールの多数派であるパルバテ・ヒンドゥーの伝えるカーストは、インドのものとは若干異なる。また、ネパールの少数民族のネワールやマデシもまた独特のカースト制度を持つ。ネパールのカーストは現地の民族の生活と深く結びついている為に複雑であり、2015年のネパール大地震では、上位カーストの家や邸宅は真っ先に建て替えられ、下位カーストの家が後回しにされたという報告もある。
ネパールでは、1854年のムルキー・アイン法によってカースト制度が導入された。上級カーストはインド・アーリア系のバフン、次にチェトリ、第三位にモンゴロイド系のマトワリ、不浄階層としてナチュネ（ダリット）がある。
ネパール内戦を戦ったネパールのマオイストの主力は、山岳地帯のマトワリといわれる。
ネパールのダリット「カミ」は、寺院に入ることや共同の井戸から水を飲むことなどが禁止されている。

### バリ島

マジャパヒト王国の領域

インドネシアではイスラム教が多数を占めるが、かつてはクディリ王国やマジャパヒト王国など、ヒンドゥー教を奉じる国家が栄えていた。その伝統を今に受け継ぐバリ島などでは、仏教やイスラム教、土着の信仰の影響を受けて変質したバリ・ヒンドゥーと共に、独特のカーストが伝えられている。
バリのカーストで特徴的なのは、いわゆる不可触民に相当する身分が無いことである。元々、バリ島では身分差が曖昧であり、オランダの植民地支配が始まり、徴税のためにカーストを整備するまで、カーストそのものの区別が曖昧な状態であった。

### ヤジディ教
中東のクルド人の一部で信じられているヤジディ教は、改宗を禁じ、輪廻転生を信じ、厳しいカースト制を持っている宗教である。ヤジディ教のルーツは、数千年前のインドに遡るとする見解がある。

## 国連人権委員会とカースト差別問題
2001年9月3日、南アフリカのダーバンで開かれた国連反人種主義差別撤廃世界会議 (UNWCAR)NGOフォーラム宣言においては、主要議題の一つとして、南アジアのダリット、日本の被差別部落民、ナイジェリアのオス人・オル人、セネガルのグリオット人などのカースト制度が扱われたが、最終文書には盛り込まれなかった。
2002年の国際連合人種差別撤廃委員会における会合で、一般的勧告29『世系に基づく差別』が策定され、インドのカースト差別を含む差別が、国際人権法にいわれるところの人種差別の一つであることが明記された。2007年には中央大学法科大学院の横田洋三とソウル大学女性研究所の鄭鎮星が、国連人権擁護促進小委員会にて『職業と世系に基づく差別』に関する特別報告を行い、バングラデシュ、ネパールの実態とともに、差別撤廃のための指針が提示された。
2011年、ユニセフは差別の形態の一つとしてカーストを挙げ、低いカーストに生まれたことで世界の2億5千万人が差別を受けていると推計している。